# Clarence Irving Lewis
Clarence Irving Lewis (12 de abril de 1883, Stoneham Massachusetts-3 de febrero de 1964 Cambridge), usualmente citado como C. I. Lewis, fue un filósofo y catedrático estadounidense, fundador del pragmatismo conceptual. Primero destacó como lógico, luego se decantó por la epistemología y, durante los últimos veinte años de su vida, escribió bastante sobre ética.

## Obras
- 1918. A Survey of Symbolic Logic, reimpreso en 1960.
- 1929. Mind and World Order: Outline of a Theory of Knowledge. Reimpresión de 1956.
- 1932. Symbolic Logic (con Cooper H. Langford). Reimpresión de 1959.
- 1946. An Analysis of Knowledge and Valuation. Open Court.
- 1955. The Ground and Nature of the Right. Columbia University Press.
- 1957. Our Social Inheritance. Indiana University Press.
- 1969 (John Lange, ed.). Values and Imperatives: Studies in Ethics. Stanford University Press.
- 1970 (Goheen, J. D. y J. L. Mothershead, Jr., eds.). Collected Papers. Stanford University Press.